# 乞力马扎罗国家公园
乞力马扎罗国家公园（英語：Kilimanjaro National Park），在赤道南部约200英里，是坦桑尼亚的一座国家公园。该国家公园位于乞力馬扎羅區的莫希附近，园区中心为乞力马扎罗山，面积753 km²。

## 历史
1910年代，德国殖民政府宣布在此地建立猎物禁猎区，1921年成为森林保护区。1987年列入联合国教科文组织世界遗产名录。
本国家公园现由坦桑尼亚国家公园管理局管理。

## 地理
乞力马扎罗国家公园内的植被分布具有典型的垂直地带分布，主要有：
- 热带雨林：1800米－2700米
- 山地草原和灌木带：2700－4000米
- 干旱荒漠区：4000－5000米
- 积雪区：5000－5895米

## 生物
园内拥有超过140种的哺乳动物，包括25种羚羊、7种猴子和24种蝙蝠。艾博特氏紫椋鸟在当地之外的地方很难发现。

## 登录基准
该世界遗产被认为满足世界遺產登錄基準中的以下基準而予以登錄：
- （vii）包含出色的自然美景与美学重要性的自然现象或地区。